# Vincent Luke Palmisano
Vincent Luke Palmisano (Termini Imerese, 5 agosto 1882 – Baltimora, 12 gennaio 1953) è stato un politico statunitense, membro della Camera dei Rappresentanti per lo stato del Maryland dal 1927 al 1939.

## Biografia
Nato a Termini Imerese, Palmisano emigrò negli Stati Uniti da bambino, quando la sua famiglia decise di stabilirsi nel Maryland. Studiò giurisprudenza a Baltimora e divenne avvocato. Entrato in politica con il Partito Democratico, nel 1914 fu eletto all'interno della Camera dei delegati del Maryland, la camera bassa della legislatura statale del Maryland, dove rimase fino al 1915. Fu poi eletto all'interno del consiglio comunale di Baltimora e rivestì alcuni incarichi politici a livello locale.
Nel 1926 si candidò alla Camera dei Rappresentanti e risultò eletto deputato. Negli anni successivi fu riconfermato per altri cinque mandati, finché nel 1938 fu sconfitto nelle primarie da Thomas D'Alesandro Jr. e lasciò il Congresso dopo dodici anni di permanenza, tornando a lavorare come avvocato nel settore privato. Nel gennaio del 1953 Palmisano scomparve improvvisamente dalla sua casa. I suoi guanti furono trovati sul molo del porto di Baltimora, così la guardia costiera, sospettando un suicidio, si occupò di dragare le acque circostanti finendo per ritrovare il suo cadavere nel marzo dello stesso anno.